# Il segno del lupo
Il segno del lupo (Wolfbane), anche tradotto come Il regno del lupo, è un romanzo di fantascienza del 1957 scritto da Frederik Pohl e C. M. Kornbluth. Fu pubblicato a puntate nella rivista Galaxy Science Fiction nel 1957, con illustrazioni di Wally Wood, e riunito in volume nel 1959.

## Trama
Anno 2203, 250 anni dopo la Guerra Coreana. Un pianeta vagante, popolato da strane macchine dette Piramidi, ha trascinato via la Terra dal Sistema solare fino allo spazio interstellare. La Luna è stata "accesa" dalla tecnologia aliena e ora è un minuscolo sole attorno al quale ruotano entrambi i pianeti. Il nuovo sole viene riacceso ogni cinque anni, anche se, all'inizio della storia, la riaccensione è un po' in ritardo e la popolazione teme che possa non verificarsi di nuovo.
La popolazione mondiale è crollata a cento milioni di persone, in gran parte a causa dei drastici cambiamenti climatici che hanno seguito la venuta del pianeta alieno. La maggior parte degli esseri umani sopravvissuti sono "Cittadini", persone passive la cui vita è imbrigliata da elaborati rituali sociali, vari stili di meditazione e una cura del sé prescritta accuratamente. Questo tenore di vita pieno di limitazioni causa frequentemente nei Cittadini dei crolli psicologici, rendendoli "amok", "berserker temporanei": durante questo stato, essi attaccano indistintamente chiunque si trovi nel loro raggio di azione. Chi commette crimini in questa condizione va incontro a una esecuzione capitale di tipo rituale.
La piccola minoranza della popolazione che conserva la propria naturale aggressività è chiamata "Lupi". Essi sono ritenuti una diretta minaccia per il resto della società. Questi Lupi, tuttavia, si vedono come esseri umani superiori e considerano "Pecore" i Cittadini. In realtà i Lupi cercano in genere di usare l'inganno in modo che le Pecore evitino i loro insediamenti, mentre ogni Lupo che viene catturato dalle Pecore viene ucciso.
I motivi della presenza degli alieni a forma di Piramide sono ignoti e la loro unica presenza è costituita da una Piramide isolata sulla cima livellata del Monte Everest, oltre che degli "Occhi" trasparenti che si formano sugli individui che si suppone abbiano raggiunto o si siano avvicinati a uno stato di perfezione meditativa o "nirvana". Chiunque raggiunga questo stato di meditazione scompare dal mondo per una destinazione ignota.

## Accoglienza e critica
Nella sua rubrica di recensioni su F&SF, Damon Knight selezionò il romanzo tra i 10 migliori di fantascienza del 1959.